# Emaranhados neurofibrilares
Os novelos neurofibrilares ou também denominado emaranhados neurofibrilares são alterações intracelulares verificadas no citoplasma dos neurônios, são geralmente encontrados nos neurônios do córtex cerebral sendo muito numerosos e  mais comuns nas estruturas do lobo temporal como o hipocampo e amígdala cerebelosae também do cortex intorrianl.